# 도쿄 방위군
도쿄 방위군(일본어: 東京防衛軍 도쿄보에이군[*])은 본토 결전에 대비하여 일본의 수도인 도쿄도를 방어하기 위해 일본 제국 육군의  군이다. 1945년 6월 23일에 창설되어 도쿄항 요새, 도쿄항 병단과 함께 도쿄도 방어군을 형성하였다.

## 지휘부

### 사령관
1. 중장 이무라 죠(일본어판) (육사 21기, 육대 33기): 1945년 6월 22일 ~ 1945년 8월 20일
2. 중장 데라쿠라 쇼조(일본어판) (육사 22기, 육대31기): 1945년  8월 20일 - 동원해제

### 참모장
1. 소장 고코 요이치(일본어판)  (육사 33기, 육대 45기): 1945년 6월 22일 - 1945년  (昭和20년 )8월 25일
2. 대좌 日笠賢 히카사 켄[*] (육사35기, 육대44기): 1945년 8월 25일 - 復員

## 부대
- 경비 제1여단 (다키노가와): 소장 시게마쓰 요시마사(일본어판) (육사 25기) 1945년 2월 12일~종전)
  - 경비보병 제1대대: 소좌 四方健一 요모 겐이치[*]
  - 경비보병 제2대대: 대위 坂入晧 사카이리 아키라[*]
  - 경비보병 제3대대: 대위 小沢清一 오자와 키요이치[*]
  - 경비보병 제4대대: 대위 橋爪一二三 하시즈메 히후미[*]
  - 경비보병 제5대대: 대위 加藤四良 카토 시로[*]
  - 경비보병 제6대대: 대위 田辺昇吉 타나베 쇼키치[*]
  - 특설경비 제59대대
  - 특설경비 제62대대
  - 특설경비 제64대대
  - 특설경비 제67대대
  - 제3특설경비공병대
  - 경비 제1여단통신대
- 경비 제2여단 (메구로): 소장 矢ヶ崎節三 야가사키 세쓰조[*] (육사27기) 1945년  2월 12일~종전)
  - 경비보병 제7대대: 대좌 黄幡昇少 오반 [*]
  - 경비보병 제8대대: 대위 深谷好次 후카야 호지[*]
  - 경비보병 제9대대: 대위 細川勇 호소카와 이사무[*]
  - 경비보병 제10대대: 대위 川越三好 가와고에 미요시[*]
  - 경비보병 제11대대: 대위 三宅巌 미야케 료[*]
  - 경비보병 제12대대: 대위 松見己之吉 마츠미 기노요시[*]
  - 특설경비 제60대대
  - 특설경비 제61대대
  - 특설경비 제65대대
  - 특설경비 제66대대
  - 특설경비 제68대대
  - 특설경비 제69대대
  - 제4특설경비공병대
  - 제6특설경비공병대
  - 경비 제2여단통신대
- 경비 제3여단 (시부야): 소장 하라다 무나기(일본어판) (육사27기) 1945년 2월 12일~종전)
  - 경비보병 제13대대: 대위 井上敦 이노우에 아쓰시[*]
  - 경비보병 제14대대: 대위 中川福栄 나카가와 후쿠에이[*]
  - 경비보병 제15대대: 대위 中岡一郎 나카오카 이치로[*]
  - 경비보병 제16대대: 대위 武吉隆治 다케요시 다카시[*]
  - 경비보병 제17대대: 대위 岩間岩次郎 이와마 이와지로[*]
  - 경비보병 제18대대: 대위 副島善人 소에지마 요시토[*]
  - 경비 제3여단통신대
  - 특설경비 제51대대
  - 특설경비 제52대대
  - 특설경비 제53대대
  - 특설경비 제54대대
  - 제7특설경비공병대
  - 제8특설경비공병대
- 독립공병 제69대대
- 독립공병 제83대대
- 독립공병 제94대대
- 독립공병 제116대대

## 같이 보기
- 도쿄항 병단
- 도쿄항 요새